# Langali
Langali è una circoscrizione mista (mixed ward) della Tanzania situata nel distretto di Mvomero, regione di Morogoro. Conta una popolazione di 8 610 abitanti (censimento 2012).